# Iglesia de San Ambrosio (Brunswick)
La Iglesia de San Ambrosio (en inglés: St Ambrose Church) es una iglesia católica en Brunswick, Victoria, un suburbio de Melbourne, en Australia.
El edificio de la iglesia se encuentra en el 287 en Sydney Road, una de las principales carreteras de la zona residencial del norte de Brunswick, parte de la ciudad de Melbourne.
En la segunda mitad del siglo XIX, la tierra donde el edificio de la iglesia se ubica actualmente pertenecía al Sr. Michael Dawson de Brunswick. Sin embargo, en 1860, también fue utilizada como campo para los aborígenes nómadas.
La primera piedra se colocó en 1869, con 800 católicos asistiendo al acto. Después de conseguir los £ 6.000 necesarios para su culminación, el edificio fue terminado en 1873. 